# Роковой стакан пива
«Роковой стакан пива» (англ. The Fatal Glass of Beer) — американская докодексовая короткометражная комедия-притча Клайда Брукмана 1933 года. Фильм был спродюсирован Маком Сеннетом. Главную роль в комедии сыграл У. К. Филдс, который совместно с Брукманом работал над сценарием. Комедия основан на комедийном эскизе Филдса «Украденные облигации» (The Stolen Bonds), первоначально представленном в репертуаре Бродвея для театра Эрла Кэролла в 1928 года. «Роковой стакан пива» представляет собой пародию на грубые сценические мелодрамы, действие которых разворачивается в Юконе.

## Сюжет
Чета Снейвли ведёт тяжёлое, но добродетельное существование в заснеженной бревенчатой хижине в Юконе. Мистер Снейвли (Филдс) работает старателем, а его жена (Розмари Тиби) ведёт хозяйство. Сын пары Честер (Джордж Чендлер) оставил отчий дом несколько лет назад, чтобы найти работу в городе, но оказался втянут в преступление из-за соблазнов большого города и чрезмерного употребление алкоголя. Молодой человек украл векселя в банке, в котором работал курьером. За кражу Честера посадили в тюрьму. Теперь чета Снейвли ждёт возвращения сына домой.
Фильм состоит из двух частей:
Часть I
К старателю мистеру Снейвли заходит караульный офицер Постлевистль (Ричард Крамер). Он просит мистера Снейвли спеть ему нравственно поучительную песню, которую Снейвли написал о своём сыне Честере. Мистер Снейвли на цимбале исполняет для офицера балладу о сдержанности и соблазнах. Песня повествует историю молодого человека, который покинул родной дом и отправился в большой город на поиски работы. Своим родителям он обещал вести честный образ жизнь и избегать пьянства, однако в городе молодой человек завёл знакомство со студентами, они уговорили парня выпить его первый «роковой стакан пива». Осознав, что сделал, молодой человек разбил стакан об пол. Шатаясь, в белой горячке он ушел. На улице молодой человек встретил девушку из Армии Спасения и из озорства сломал её тамбурин. Она сказала: «О! Да благословят тебя небеса». И поставила знак ему под глазом, ударом, которому она научилась до того, как начала спасать. Песня мистера Снейвли растрогала офицера.
Часть II
Мистер Снэйвли возвращается домой с прииска, его встречает жена. Во время ужина четы из тюрьмы возвращается их сын Честер. Со слезами на глазах он уверяет родителей, что никогда больше не покинет отчий дом. Когда мистер Снэйвли уходит доить оленей, миссис Снэйвли спрашивает сына, действительно ли он украл ценные бумаги. Честер подтверждает подозрения матери, и она просит его не говорить об этом отцу, потому что это разобьёт его бедное старое сердце. Чуть позже данная сцена повторяется между Честером и мистером Снэйвли. Честер объясняет, что он выбросил украденные облигации из-за сожаления. На это мистер Снэйвли восклицает: «Аа. Жить за наш счёт остаток дней своих. Недотёпа!» Чета Снэйвли выталкивает Честера из дома в ледяную ночь.

## В ролях
- Мистер Снейвли — У. К. Филдс.
- Миссис Снейвли — Розмари Тиби[англ.].
- Честер — Джордж Чендлер.
- Караульный офицер Постлевистль — Ричард Крамер[англ.].

## Художественные особенности
Несколько раз в фильме подчёркивается его кинематографическая условность. В некоторых сценах режиссёр Клайд Брукман в качестве заднего плана использует проекцию. Например, в сцене с оленями он настолько масштабирует фон, что стадо кажется абсурдно огромным в сравнении с мистером Снейвли на переднем плане.
Также актёры нарочито театрализируют действия и речь своих персонажей, что ещё сильнее подчёркивает пародийность фильма.

## Критика
Изначально фильм был воспринят публикой и критикой прохладно. Аудитория жаловалась на подчёркнутую кинематографическую условность, не понимая пародийности. Однако сейчас «Роковой стакан пива» считается классикой американского кинематографа:
- Телеканал TCM назвал комедию эксцентричным шедевром[6].
- По словам критика Брюса Эдера, «Роковой стакан пива» странный и сюрреалистический фильм[7].
- Уильям К. Эверсон в книге The Art of W. C. Fields приходит к выводу, что этот блестящий маленький фильм появился не в то время, публика была не готова к такой причудливой и даже чёрной комедии[8].
- Харолд Блум назвал «Роковой стакан пива» комедией оскорбления, вершиной кинематографа, превосходящей даже буффонаду «Утиный суп»[8].

## Культурное влияние
- Боб Дилан в альбоме 2001 года «Love And Theft» цитирует текст из фильма, в песне «Lonesome Day Blues» он поёт: «Well the road’s washed out, the weather’s not fit for man or beast!»
- Кадры из фильма «Роковой стакан пива» показаны в эпизоде R & R научно-фантастического телесериала «Космос: Далёкие уголки».